# The Channel
The Channel é un film statunitense del 2023 diretto da William Kaufman.